# Keystone (South Dakota)
Keystone ist eine Town in den Black Hills im Pennington County im US-Bundesstaat South Dakota. Das U.S. Census Bureau hat bei der Volkszählung 2020 eine Einwohnerzahl von 240 ermittelt. 
Keystone entstand 1883 als Bergbausiedlung, ist in der Gegenwart jedoch ein touristisches Ziel, vor allem wegen des gerade außerhalb der Stadtgrenzen liegenden Mount Rushmore National Memorial. Zu den Sehenswürdigkeiten gehört die 1900 zum Abbau von Gold gebaute Black Hills Central Railroad, die nunmehr mit instandgehaltenen Dampflokomotiven Touristenzüge befahren.
Carrie Ingalls (Schwester der Autorin von Little House on the Prairie, Laura Ingalls Wilder) verbrachte einen großen Teil ihres Erwachsenendaseins in Keystone und lebte mit Ehemann und dessen Kindern hier. Eine weitere Schwester, Mary Ingalls, lebte ebenfalls eine Zeitlang mit ihnen und verstarb 1928 in Keystone.
Die Filmkomödie North wurde 1984 teilweise hier gedreht.

## Geographie
Keystones geographische Koordinaten lauten 43° 54′ N, 103° 26′ W. Nach den Angaben des United States Census Bureau hat die Stadt eine Fläche von 7,4 km², die vollständig auf Land entfallen.

## Demographie

### Census 2000
Zum Zeitpunkt des United States Census 2000 bewohnten Keystone 311 Personen. Die Bevölkerungsdichte betrug 42,0 Personen pro km². Es gab 209 Wohneinheiten, durchschnittlich 28,2 pro km². Die Bevölkerung Keystones bestand zu 95,50 % aus Weißen, 0 % Schwarzen oder African American, 1,93 % Native American, 0 % Asian, 0 % Pacific Islander, 0,32 % gaben an, anderen Rassen anzugehören und 2,25 % nannten zwei oder mehr Rassen. 3,54 % der Bevölkerung erklärten, Hispanos oder Latinos jeglicher Rasse zu sein.
Die Bewohner Keystones verteilten sich auf 152 Haushalte, von denen in 27,0 % Kinder unter 18 Jahren lebten. 37,5 % der Haushalte stellten Verheiratete, 12,5 % hatten einen weiblichen Haushaltsvorstand ohne Ehemann und 44,1 % bildeten keine Familien. 35,5 % der Haushalte bestanden aus Einzelpersonen und in 11,8 % aller Haushalte lebte jemand im Alter von 65 Jahren oder mehr alleine. Die durchschnittliche Haushaltsgröße betrug 2,05 und die durchschnittliche Familiengröße 2,60 Personen.
Die Bevölkerung verteilte sich auf 20,9 % Minderjährige, 5,8 % 18–24-Jährige, 30,9 % 25–44-Jährige, 30,9 % 45–64-Jährige und 11,6 % im Alter von 65 Jahren oder mehr. Der Median des Alters betrug 41 Jahre. Auf jeweils 100 Frauen entfielen 89,6 Männer. Bei den über 18-Jährigen entfielen auf 100 Frauen 95,2 Männer.
Das mittlere Haushaltseinkommen in Keystone betrug 26.406 US-Dollar und das mittlere Familieneinkommen erreichte die Höhe von 36.250 US-Dollar. Das Durchschnittseinkommen der Männer betrug 24.219 US-Dollar, gegenüber 17.500 US-Dollar bei den Frauen. Das Pro-Kopf-Einkommen belief sich auf 15.828 US-Dollar. 16,9 % der Bevölkerung und 13,9 % der Familien hatten ein Einkommen unterhalb der Armutsgrenze, davon waren 17,9 % der Minderjährigen und 23,3 % der Altersgruppe 65 Jahre und mehr betroffen.